# Unorthodox
Ne doit pas être confondu avec Unorthodox : Comment j'ai fait scandale en rejetant mes origines hassidiques.
Unorthodox est une mini-série dramatique allemande en quatre épisodes de 55 minutes créée par Anna Winger et Alexa Karolinski (en) et diffusée le 26 mars 2020 sur Netflix. Il s’agit de l'adaptation de l'autobiographie Unorthodox : Comment j'ai fait scandale en rejetant mes origines hassidiques de Deborah Feldman (2012).
En 2020, elle est prévue dans la compétition internationale du festival Séries Mania, avant son annulation pour cause de pandémie de Covid-19.

## Synopsis
À dix-neuf ans, Esty, issue d'une famille juive ultra-orthodoxe à Williamsburg, dans le quartier de Brooklyn, fuit sa communauté une année après son mariage arrangé avec Yanky Shapiro.
Elle part secrètement pour Berlin, en Allemagne, où vit sa mère depuis qu'elle a elle-même quitté la communauté. Après avoir appris sa grossesse, le rabbin demande à Yanky de partir lui aussi pour l'Allemagne avec son cousin Moishe dans le but de la retrouver,.

## Fiche technique
- Titre original : Unorthodox (littéralement « non orthodoxe »)
- Réalisation : Maria Schrader
- Scénario : Deborah Feldman, Daniel Hendler, Alexa Karolinski, Eli Rosen et Anna Winger, d’après le roman autobiographique de Deborah Feldman
- Musique : Antonio Gambale
- Direction artistique : Marie-Luise Balzer
- Décors : Silke Fischer
- Costumes : Justine Seymour
- Photographie : Wolfgang Thaler
- Montage : Hansjörg Weißbrich et Gesa Jäger
- Production : Alexa Karolinski
  - Production déléguée : Henning Kamm et Anna Winger
- Société de production : Studio Airlift
- Société de distribution : Netflix
- Pays d’origine :  Allemagne
- Langues originales : anglais, yiddish, allemand
- Format : couleur
- Genre : drame
- Durée : 52 à 55 minutes par épisode (4 épisodes)
- Date de première diffusion :
  - Monde : 26 mars 2020 sur Netflix

## Distribution
- Shira Haas (VF : Anaïs Delva) : Esther « Esty » Shapiro, née Schwarz
- Amit Rahav (VF : Pascal Nowak) : Jacob « Yanky » Shapiro
- Jeff Wilbusch (VF : Marc Arnaud) : Moishe Lefkovitch, le cousin de Yanky
- Alex Reid (VF : Pauline Moulène) : Leah Mandelbaum Schwarz, la mère d'Esther
- Ronit Asheri (VF : Nayeli Forest) : Malka Schwarz, la tante d'Esther
- Gera Sandler : Mordechai Schwartz, le père d'Esther
- Dina Doron : Babby, la grand-mère d'Esty
- Aaron Altaras (en) (VF : Guillaume Pevée) : Robert
- Tamar Amit-Joseph (VF : Sophie Riffont) : Yael Roubeni
- Aziz Deyab : Salim
- David Mandelbaum : Zeidy
- Delia Mayer : Miriam Shapiro, la mère de Yanky
- Feliz Mayr : Mike
- Eli Rosen : Reb Yossele
- Safinaz Sattar : Dasia
- Langston Uibel (VF : Mike Fédée) : Axmed
- Isabel Schosnig : Nina Decker
- Laura Beckner (VF : Sybille Tureau) : Vivian Dropkin
- Harvey Friedman : Symcha Shapiro
- Lenn Kudrjawizki : Igor

## Épisodes
Dans les quatre épisodes de la série, des scènes du passé récent d'Esty à Williamsburg alternent avec celles de son arrivée à Berlin.
1. Partie 1 (Part 1) : Esty fuit la communauté hassidique et son mariage arrangé pour s'enfuir à Berlin ;
2. Partie 2 (Part 2) : Ses nouveaux amis berlinois lui font découvrir d'autres aspects de la vie. Yanky, son mari, part à sa recherche avec son cousin Moishe ;
3. Partie 3 (Part 3) : Moishe cherche de son côté des preuves contre Esty, tandis que cette dernière a besoin d'aide pour obtenir une bourse ;
4. Partie 4 (Part 4) : Moishe tente de faire revenir Esty. Après son audition, cette dernière se retrouve face à son mari[4].

## Genèse et développement
La mini-série, composée de quatre épisodes, est une adaptation des mémoires de Deborah Feldman, publiées en 2012, où elle raconte sa rupture avec sa communauté hassidique aux États-Unis.

## Accueil

### Accueil critique
Selon Allociné, la série est une « série percutante qui se penche sur le pouvoir universel de libérer sa parole sur des sujets importants ». Pour The New York Times, Unorthodox est « l'histoire de la fuite d'une femme d'une société qu'elle trouve suffocante et insoutenable ».

### Audience
Trois jours après sa sortie, la série obtient un score de 94 % sur Rotten Tomatoes sur la base de 18 critiques récoltées.

## Distinctions
Sauf indication contraire, les informations mentionnées dans cette section peuvent être confirmées par la base de données cinématographiques IMDb,  présente dans la section « Liens externes ».

### Récompenses
- Primetime Emmy Awards 2020 : meilleure réalisation pour une mini-série ou un téléfilm pour Maria Schrader[9].
- Prix de la télévision allemande (de) 2020 : meilleure production et/ou création de costumes
- German Television Academy Awards 2020 : meilleur casting, meilleurs costumes, meilleur maquillage et meilleure direction artistique

### Nominations
- Primetime Emmy Awards 2020 :
  - meilleure mini-série ou du meilleur téléfilm
  - meilleure actrice dans une mini-série ou un téléfilm pour Shira Haas
  - meilleur casting pour une mini-série ou un téléfilm
  - meilleur scénario pour une mini-série ou un téléfilm pour Anna Winger pour l'épisode 1
  - meilleure musique pour une mini-série ou un téléfilm
  - meilleure bande originale
  - meilleurs costumes contemporains
- Prix de la télévision allemande (de) 2020 :
  - meilleure actrice pour Shira Haas
  - meilleure mini-série
- German Television Academy Awards 2020 : meilleur design sonore
- Gold Derby Awards 2020 : meilleure actrice dans une mini-série ou un téléfilm pour Shira Haas
- Film Independent Spirit Awards 2021 : meilleure actrice dans une nouvelle série pour Shira Haas, meilleur acteur dans une nouvelle série pour Amit Rahav et meilleure nouvelle série pour Anna Winger, Alexa Karolinski et Henning Kamm
- Gotham Awards 2021 : meilleure nouvelle série
- Golden Globes 2021 : 
  - Meilleure mini-série ou meilleur téléfilm
  - Meilleure actrice dans une mini-série ou un téléfilm pour Shira Haas

## Making of
Le 26 mars 2020, un documentaire intitulé Making Unorthodox est également diffusé sur Netflix. Il raconte la création de la série et les coulisses du tournage.